# 高槻市立養護学校
高槻市立養護学校（たかつきしりつ ようごがっこう）は、かつて大阪府高槻市郡家本町にあった公立養護学校。

## 概要
小学部と中学部を設置し、重度重複障害児を対象にした教育をおこなっていた。高槻市立富田小学校と高槻市立桃園小学校の2校に設置された障害児学級を統合して、1973年に養護学校として設立された。敷地内には高槻市立うの花養護幼稚園（のちの高槻市立うの花療育園）が併設されていた。しかし、高槻市の方針により、2005年3月31日をもって閉校となった。
跡地には2009年、障害者対象の多機能サービス施設「高槻地域生活総合支援センター ぷれいすBe」が開設されている。かつての高槻市立障害者福祉施設2施設を統合し運営を民間（社会福祉法人・北摂杉の子会）に継承させる形で、生活介護・自立訓練・就労移行支援などをおこなっている。

## 沿革
- 1969年4月 - 高槻市立富田小学校内に重度精神薄弱学級（当時の名称）を設置。
- 1970年4月 - 高槻市立桃園小学校内に肢体不自由学級設置。
- 1973年4月 - 両校の障害児学級を統合、高槻市立養護学校として開校。
- 1976年4月 - 高槻市郡家本町（最終所在地）へ移転。
- 2005年3月 - 閉校。